# Jour de la fondation de la République
Le Jour de la fondation de la République (ou Jour de la fondation) est une fête de la République et une fête nationale de la Corée du Nord ayant lieu le 9 septembre de chaque année.
Le Jour de la fondation de la République est une fête très politisée touchant l'ensemble du pays. Elle est l'une des fêtes les plus importantes du pays, avec le Jour du Soleil (ayant lieu le jour de l'anniversaire de Kim Il-sung, le 15 avril) et le Jour de l'étoile brillante (ayant lieu le jour de l'anniversaire de Kim Jong-il, le 16 février).

## Histoire
Après la libération de la Corée en 1945 par les forces soviétiques et américaines, un régime militaire soviétique et communiste est mis en place dans le nord de la péninsule de Corée. Une nouvelle Assemblée populaire suprême est élue en août 1948 et, le 3 septembre, une nouvelle constitution est promulguée. La  Corée du Nord est proclamée quelques jours plus tard : le 9 septembre 1948. Kim Il-sung est nommé premier ministre .

## Célébration nationale
Cette fête nationale, célébrée sur tout le territoire nord-coréen, est inspirée des défilés militaires qui étaient organisées dans l'URSS. Cette fête est l’occasion pour le régime de faire la démonstration de sa force militaire.
Ce jour-là, des événements tels que des performances artistiques, des expositions et des événements sportifs sont organisés. Pour les anniversaires importants, comme les jubilés, des défilés ont lieu sur la place Kim Il-sung avec la participation du dirigeant suprême. Il est également fréquent que de nouveaux enfants soient admis dans l'Union des enfants coréens ce jour-là.
Contrairement à de nombreuses autres fêtes politiques, le jour de la fondation concerne l’ensemble du pays. Il a également une perspective internationale et diplomatique, puisque des personnalités étrangères sont régulièrement invitées.
La journée a été célébrée pour la première fois en 1949. L'intensité des célébrations a considérablement varié. Durant les années 1950, les célébrations étaient discrètes à cause de la guerre de Corée. En revanche, en 1956, des célébrations importantes ont eu lieu après le triomphe de Kim Il-sung dans l'Incident de la faction d'août. En 1997, le jour de la fondation, le calendrier juche fut adopté.
En 2018, la Corée du Nord a célébré le 70e anniversaire de sa fondation. La présidente du Conseil de la fédération de Russie, Valentina Matvienko, et le président mauritanien Mohamed Ould Abdel Aziz, ainsi que des délégations de Cuba, de Syrie, du Liban, de Palestine, de République dominicaine, d'Ouganda et d'Afrique du Sud étaient présents. Le président chinois Xi Jinping devait assister au défilé lors de sa visite d’État en Corée du Nord le 9 septembre, mais a annulé sa présence et envoyé Li Zhanshu à Pyongyang,.

## Influence
Les célébrations sont une occasion pour le régime d'exercer une influence, tant en politique intérieure qu'extérieure. En effet, en matière de politique intérieure, les défilés permettent de mettre en avant l'obéissance de l'armée. L'armée est aux ordres des dirigeants politiques, qui s'affichent donc aux côtés des militaires. Le jour de la fondation est aussi un moyen de contrôle du peuple. 
En matière de politique étrangère, les défilés sont utilisés comme une arme diplomatique, susceptible d'influencer les pays étrangers ; ils sont l'occasion de montrer au monde les capacités militaires du pays. Depuis les années 2000, les missiles balistiques sont exposés lors des célébrations. L'exposition de ces armes s'est accentuée sous la direction de Kim Jong-un dans un contexte de tensions en Corée.

## Galerie

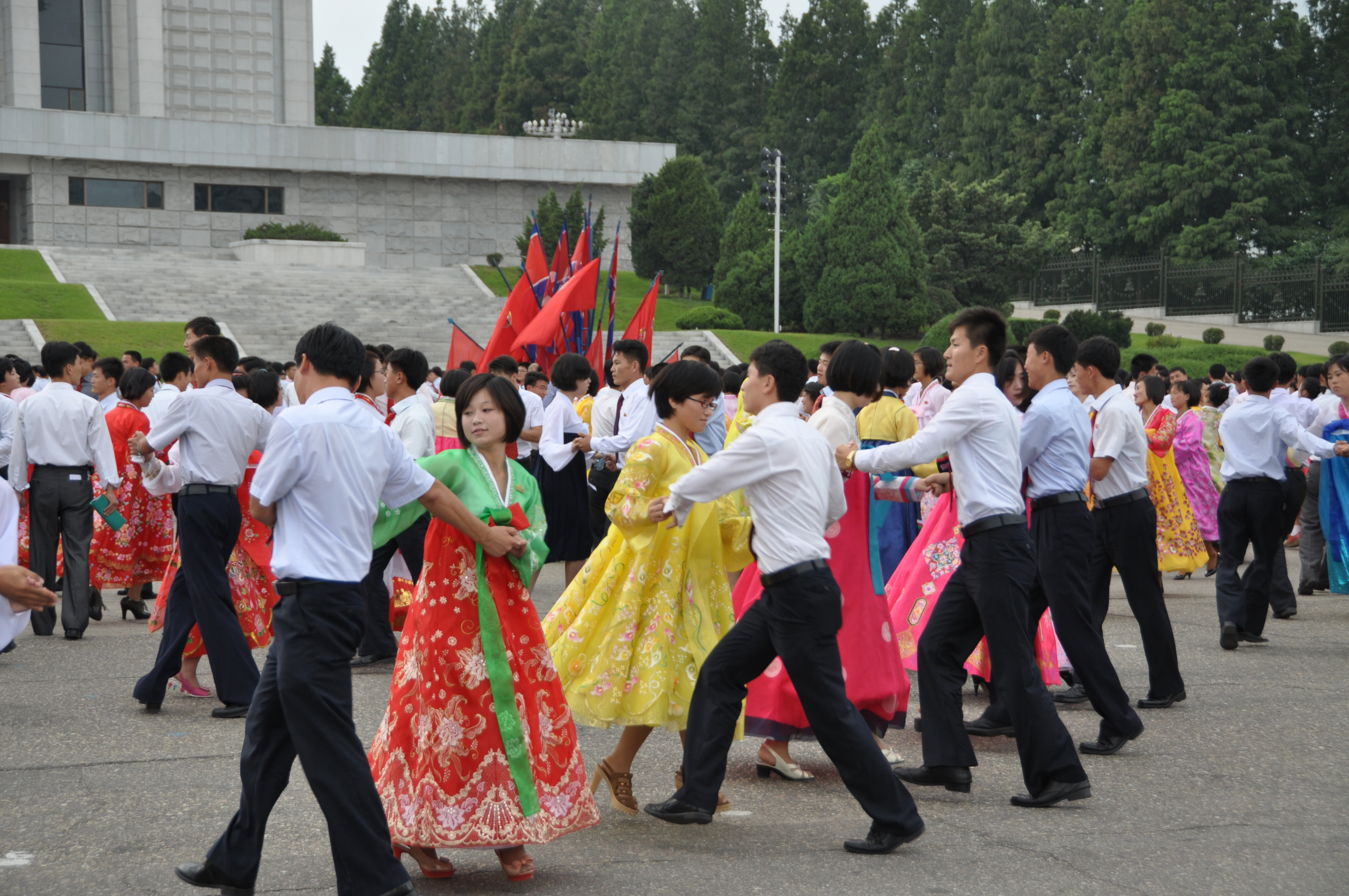
Danse de masse durant la fête nationale.
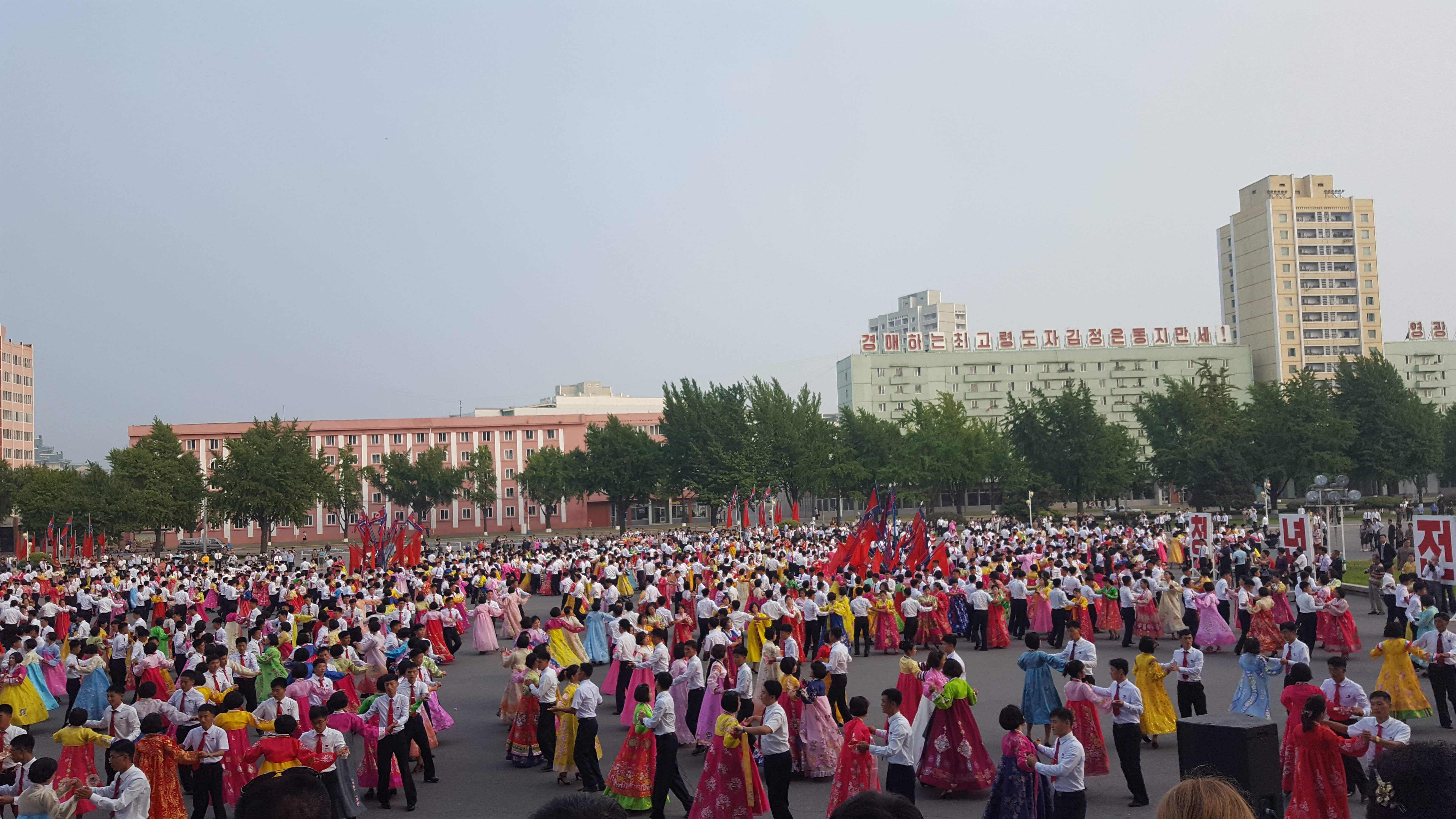
Étudiants dansant lors du 69e anniversaire de la création de la RPDC.
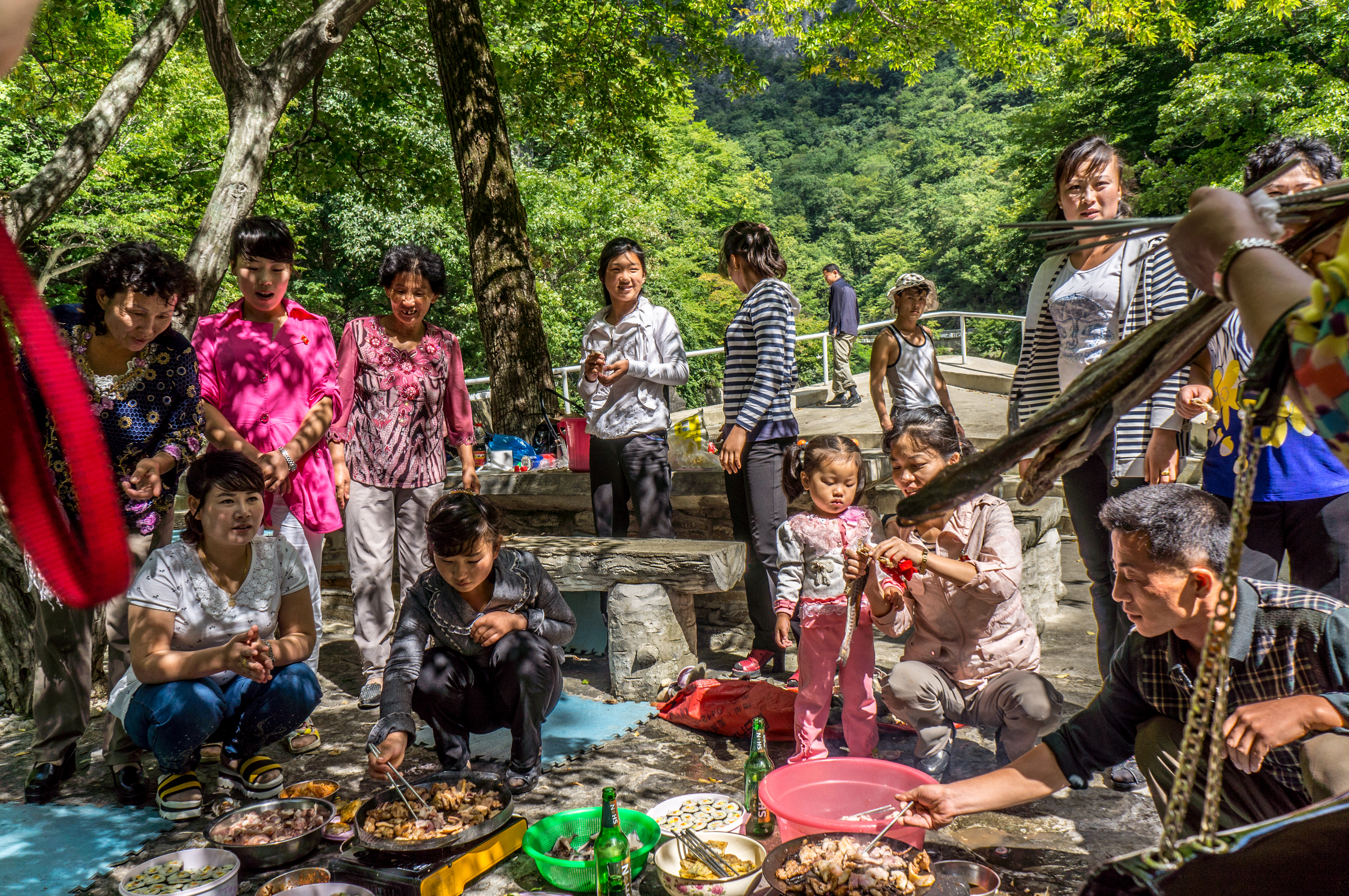
Famille nord-coréenne le jour de la fête nationale.
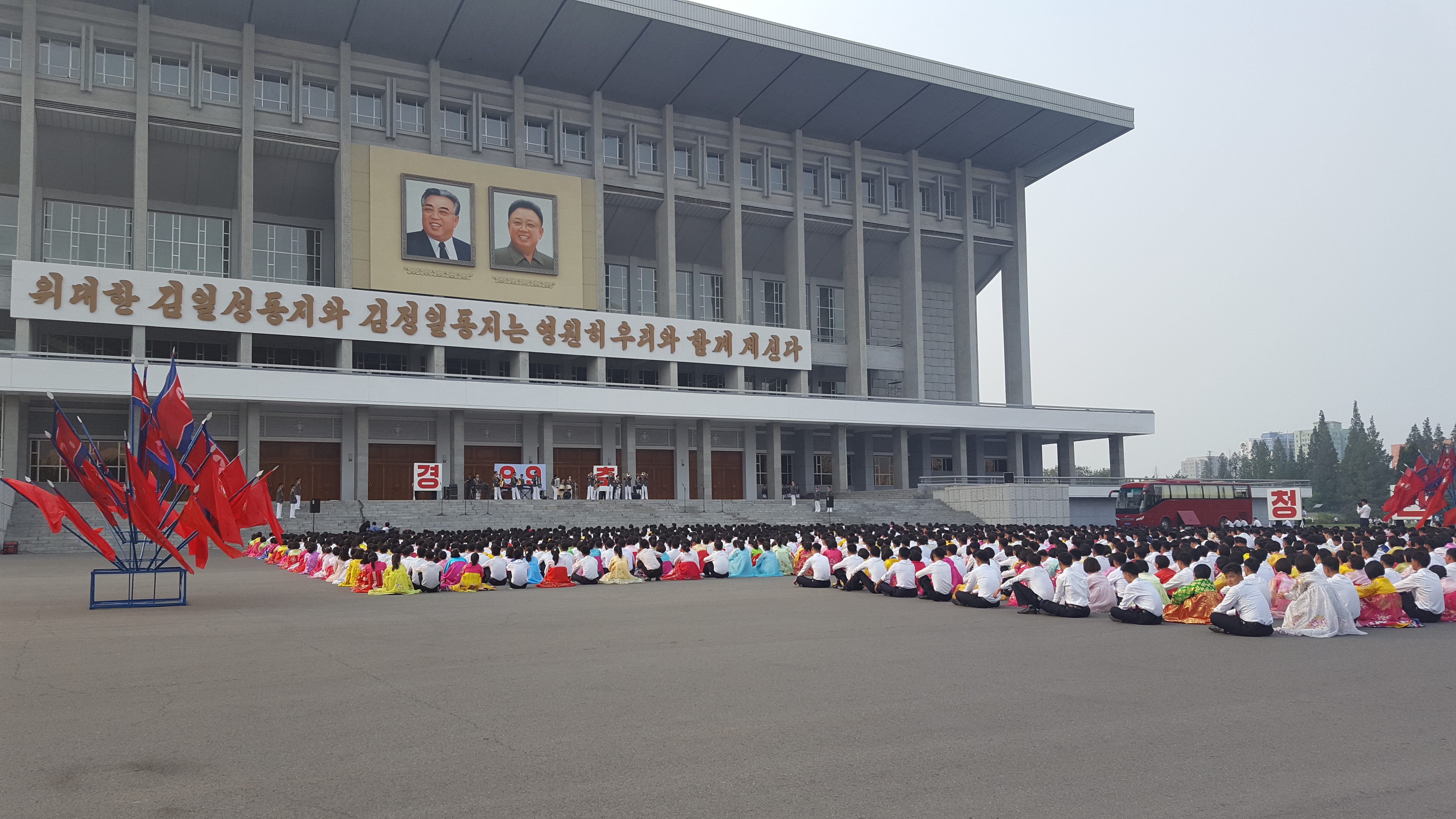
Danses le jour de la fête nationale.
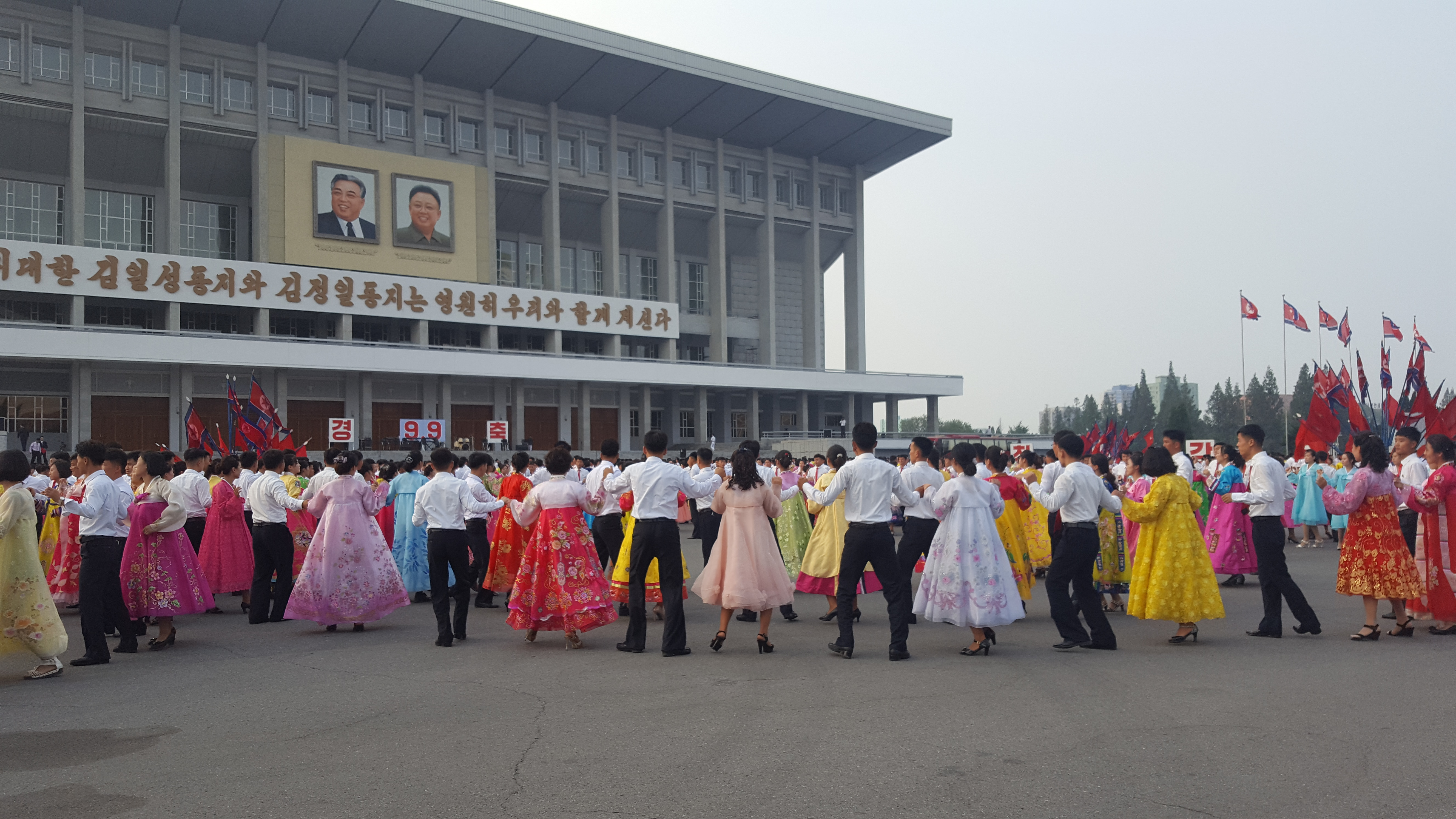
Étudiants dansant lors du 69e anniversaire de la création de la RPDC.